# Национальные проекты России 2019—2024
Национальные проекты (сокр. Нацпроекты 2019—2024) — национальные проекты федерального масштаба, принятые в России в 2018 году и разработанные по трём направлениям: «Человеческий капитал», «Комфортная среда для жизни» и «Экономический рост».
7 мая 2018 года президент России В. Путин подписал указ «О национальных целях и стратегических задачах развития Российской Федерации на период до 2024 года», устанавливающий и утверждающий национальные проекты России. Опосредованно являются преемниками приоритетных национальных проектов России, принятых в 2005 году и, по словам ряда оппозиционных деятелей и политологов, неудачно осуществлённых.

## История
После того, как в день своей инаугурации Президент России Владимир Путин подписал указ о национальных проектах, в период с октября по декабрь 2018 года проходили Заседания Совета при Президенте России по стратегическому развитию и национальным проектам.
21 декабря 2018 года Президент России Владимир Путин поручил председателю Правительства России Дмитрию Медведеву лично контролировать исполнение национальных проектов. Во время рабочей встречи в Кремле они обсудили способы эффективного финансирования основных направлений развития России.
24 декабря 2018 года Правительство России завершило работу над формированием новых национальных проектов и комплексного плана по развитию инфраструктуры и определило цели и задачи на период до 2024 года по 13 стратегическим направлениям (см. ниже), которые были предусмотрены Указом Президента России о национальных проектах, а также Правительством России в этот список был добавлен комплексный план модернизации и расширения магистральной инфраструктуры.
9 февраля 2023 года, на фоне применения Россией иранских дронов при вторжении на Украину, Владимир Путин анонсировал создание правительством нового национального проекта по беспилотным системам, с учётом максимальной локализации производства будущих дронов.  
В сентябре 2023 года президент России Владимир Путин  дал поручение кабинету министров утвердить новый национальный проект по формированию экономики данных,  реализация которого запланирована до 2030 года.
В октября 2023 года президент РФ Владимир Путин поручил кабинету-министров разработать и утвердить нацпроект по развитию космического сектора до 1 июля 2024 года. Цель проекта — формирование суверенной  отечественной индустрии космических сервисов, технологий и продуктов на основе современных организационных, а также финансовых механизмов, с расширением участия частных компаний.
В декабре 2023 года премьер-министр РФ Михаил Мишустин сообщил что за пять лет на реализацию нацпроектов было направлено около 21 трлн рублей. В 2023 году финансирование составило 3 трлн рублей.
29 февраля 2024 года в рамках послания Федеральному Собранию Владимир Путин сообщил о запуске нескольких национальных проектов.
Нацпроект «Семья», задача которого повысить уровень рождаемости в России. В ходе его реализации планируется выделить регионам с показателем рождаемости ниже среднего не менее 75 млрд рублей. Также до 2030 года будет продлена «Семейная ипотека».  В мае 2024 года, вице-премьер РФ Татьяна Голикова сообщила о том, что в  рамках нацпроекта «Семья» будет создан федеральный проект по культуре для семьи и по семейным ценностям для решения задачи по формированию позитивного образа семьи на основе укрепления традиционных духовно-нравственных ценностей. Реализация этого федпроекта возложена на Министерство культуры РФ.
Нацпроект «Молодежь России», в рамках которого будет оказана поддержка учителям и наставникам, а также с 1 сентября 2024 года начнутся федеральные выплаты по 5 тысяч рублей всем советникам директоров по воспитанию в школах и колледжах.
Нацпроект «Продолжительная и активная жизнь», целью которого является увеличение к 2030 году средней продолжительности жизни в стране с 73 до 78 лет.
Нацпроект «Кадры», реализация которого должна привести к укреплению связки всех уровней образования.
В рамках нацпроекта «Экономика данных» планируется создать цифровые платформы для всех ключевых сфер страны. Его стоимость оценивается в около 700 млрд рублей.
В апреле 2024 года Владимир Путин поручил кабмину разработать нацпроект «Экология». В его рамках среди прочего предусмотрена ликвидация опасных объектов накопленного вреда окружающей среде на ряде предприятий и промышленных площадок, создание сети центров реабилитации для травмированных и конфискованных собак, сохранение и оздоровление экосистемы Байкала и др. На реализацию  нацпроекта из федерального бюджета будет затрачено не менее 600 млрд рублей.
К 2024 году, по данным опроса аналитического центра НАФИ, уровень осведомленности бизнеса о нацпроектах вырос до 93%. Самые известные из них: «Демография»  —  о нем знали 88% респондентов, «Здравоохранение» — 88%, «Образование» — 84%, «Безопасные и качественные дороги» — 83%. «Малое и среднее предпринимательство» — 81%.

## Национальные проекты
Список направлений развития и проектов (в скобках — сроки их реализации):

### Человеческий капитал
- Здравоохранение (1 января 2019 — 31 декабря 2024)
- Образование (1 января 2019 — 31 декабря 2024)
- Демография (1 января 2019 — 31 декабря 2024)
- Культура (1 января 2019 — 31 декабря 2024)

### Комфортная среда для жизни
- «Безопасные и качественные автомобильные дороги» (3 декабря 2018 — 31 декабря 2024)
- «Жильё и городская среда» (1 октября 2018 — 31 декабря 2024)
- «Экология» (1 октября 2018 — 31 декабря 2024)

### Экономический рост
- Туризм и индустрия гостеприимства[19][20]
- «Наука» (1 октября 2018 — 31 декабря 2024)
- «Малое и среднее предпринимательство и поддержка индивидуальной предпринимательской инициативы» (15 октября 2018 — 31 декабря 2024)
- «Цифровая экономика» (1 октября 2018 — 31 декабря 2024)
- «Производительность труда и поддержка занятости» (1 октября 2018 — 31 декабря 2024)
- «Международная кооперация и экспорт» (1 октября 2018 — 31 декабря 2024)
- Комплексный план модернизации и расширения магистральной инфраструктуры (1 октября 2018 — 31 декабря 2024)

## Реализация
На совместной стратегической сессии «Единой России» и правительства принято решение о создании сервиса обратной связи «Нацпроекты глазами людей», на который жители РФ могут направлять вопросы и жалобы по тематике нацпроектов.
Национальные проекты — главная идея президентского срока до 2024 года, но до сих пор, на июль 2019 года, оперативные данные о расходах на нацпроекты недоступны обществу, власти не публикуют регулярных данных об их исполнении. Формально ход затрат можно вывести из данных Казначейства, но это сложно и долго.
В системе «Электронный бюджет» создана отдельная подсистема по управлению национальными проектами, реализуемыми в соответствии с майским указом президента до 2024 года. На июль 2019 года она работает меньше полугода, в режиме онлайн в ней работают более 12 тыс. пользователей. Система проходит тестирование, оптимизацию и исправление технических сбоев и ошибок, которые в её работе фиксируются.
Президент России Владимир Путин дал поручения 23 июля 2019 года правительству принять до 15 декабря законы, необходимые для реализации национальных проектов. Перечень поручений опубликован на сайте Кремля по итогам совещания с членами правительства.
Вице-премьер России Виталий Мутко на заседании правительственной комиссии по региональному развитию заявил, что кассовое исполнение по национальным проектам составило 60 %. «Это такой хороший показатель. На сегодняшний день сформированы показатели, доведены до регионов все необходимые ресурсы».
В конце февраля 2020 года Правительство определило кураторов по общим вопросам реализации нацпроектов. Ими стали первый вице-премьер Андрей Белоусов и зампред Правительства Дмитрий Григоренко. Куратором проектов «Образование», «Демография», «Здравоохранение» и «Наука» осталась Татьяна Голикова, а Дмитрий Чернышенко будет отвечать за проекты «Демография» (в части исполнения федерального проекта «Спорт — норма жизни»), «Культура» и «Цифровая экономика».
Летом 2020 года вице-премьер РФ Дмитрий Чернышенко заявил о работе Кабинета министров над согласованием нового национального проекта в сфере туризма, который приведёт к общему знаменателю все задачи по развитию отрасли в России.
Осенью ВЭБ.РФ заявил о готовности в рамках управления нацпроектами взять на себя роль эксперта, инвестиционного партнёра, который может сопровождать проекты на предпроектной стадии, осуществлять комплексное структурирование проектов, стать оператором отдельных комплексных проектов в рамках национальных проектов, приняв часть функций от федеральных органов власти на «аутсорсинг».
Минобрнауки разработало единый национальный проект в сфере науки и высшего образования на 2021—2030 годы — «Наука и университеты». Соответствующие предложения по «пересборке» нацпроектов «Наука» и «Образование» были поддержаны на коллегии Минобрнауки под председательством министра Валерия Фалькова. В единый нацпроект войдут четыре федеральных проекта: «Интеграция», «Исследовательское лидерство», «Инфраструктура», «Кадры».
23 декабря 2020 года на совместном заседании Госсовета и Совета по стратегическому развитию и нацпроектам Председателем Правительства Михаилом Мишустиным был представлен Единый план, отсутствие которого было до сих пор одним из главных предметов критики программы нацпроектов.
Исполнение расходов федерального бюджета на реализацию национальных проектов по состоянию на 1 января 2021 года составило 2 149,1 млрд рублей, или 97,4 % от плановых бюджетных назначений. При этом бюджет на проект «Жилье и городская среда» исполнен на 99,7 %, на план по модернизации и расширению магистральной инфраструктуры — на 99,4 %; на проект «Безопасные и качественные автомобильные дороги» — на 98,8 %. Более чем на 98 % выполнены также бюджеты на проекты «Демография», «Культура» и «Производительность труда и поддержка занятости». Исполнение плана «Здравоохранение» оценивается в 96,2 %, на различные программы было потрачено 295 747 млн рублей, «Экология» — в 97,6 % (почти 63,1 млн рублей), «Образование» — в 86,4 % (около 115 млн рублей).
На 1 марта 2021 года по сообщению Минфина РФ исполнение расходов федерального бюджета на реализацию национальных проектов составило 293,7 млрд рублей — 13,1 % процентов от выделенной на этот год суммы в 2,2 трлн рублей. Лучшими по этому показателю стали нацпроекты: «Жильё и городская среда» — 24,9 %, «Здравоохранение» — 21,9 %, «Демография» — 20 %. Худшими: «Малое и среднее предпринимательство и поддержка индивидуальной предпринимательской инициативы» — 3,7 %, «Цифровая экономика» — 3,4 %, «Экология» — 2,9 %.
В августе 2023 года министр экономического развития Максим Решетников предложил использование такого инструмента, как нацпроекты за горизонтом 2024 года, нацелив их на задачи структурной трансформации экономики, обеспечения технологического суверенитета и развития экономики предложения. Вместе с тем, президент РФ Владимир Путин заявил о необходимости постоянного аудита нацпроектов для внесения корректив и выделения дополнительных ресурсов для соблюдения долговременных планов.
В январе 2024 года премьер-министр РФ Михаил Мишустин сообщил, что за счет реализации государственных программ средний уровень выполнения нацпроектов близок к 100%, а национальные цели на 2023 года реализованы полностью. За пять лет на реализацию нацпроектов было направлено около 21 трлн рублей. В 2023 году финансирование составило 3 трлн рублей.
С 2019 по 2024 год участники национального проекта «Производительность труда и поддержка занятости» получили прирост добавленной стоимости в 9 млрд рублей. В 2023 году производительность труда выросла на 1,9%. В сферах сельского хозяйства, лесной отрасли, охоте, рыболовстве и рыбоводстве — на 2,6%. По данным правительства РФ, благодаря поддержке нацпроекта более 4000 предприятий увеличили свою прибыль на 318 млрд руб, что в 10 раз больше чем затраты самого национального проекта. 
По информации премьер-министра РФ Михаила Мишустина, все 14 национальных проектов, которые были завершены в 2024 году, были выполнены. 
Согласно исследованию НИУ «Высшая школа экономики», за период с 2018 по 2024 год РФ смогла достигнуть 95,3% ключевых показателей национальных проектов. Было выполнено 243 верхнеуровневных ориентиров из 255. Из них 78% — перевыполнены. Авторы исследования назвали одним из важнейших результатов реализации национальных проектов «беспрецедентное» снижение уровня бедности в стране. С 2018 по 2024 год  количество граждан с доходами ниже прожиточного уровня сократилось с 12,7% от общего численности населения до 7,2%. 

## Критика
На ПМЭФ-2019 глава Счетной палаты Алексей Кудрин сказал, что выполнение нацпроектов не приводит к достижению национальных целей и экономическому росту, что судьба нацпроектов и наццелей лежит вне нацпроектов и что избирательное применение законодательства стало острой, дестабилизирующей ситуацию проблемой и требует наведения порядка в судебной и правоохранительной системах.
Профильный комитет Думы в заключении на поправки в бюджет 2019 года раскритиковал реализацию правительством нацпроектов. Более половины проектов исполнены менее чем на 20 %, эффективность реализации госпрограмм поставлена под сомнение.
По мнению основателя и директора Центра исследований постиндустриального общества Владислава Иноземцева: «Российские национальные проекты не содержат чётких целей, способных радикально обновить страну, зато бюрократия получила до 2024 года свободу манёвра, которую вряд ли можно было обеспечить в рамках обычной бюджетной политики».
Генпрокурор России Юрий Чайка в ходе заседания президиума совета по национальным проектам в ноябре 2019 года заявил о проблемах в их реализации: "По нацпроекту «Цифровая экономика» освоено лишь 15 % из 108 миллиардов рублей, выделенных на этот год. По национальному проекту «Экология» израсходована лишь четвёртая часть. Также он подчеркнул, что в рассматриваемой сфере в этом году выявлено 2,5 тысячи нарушений законов, "из них наибольшее число — при реализации нацпроектов «Демография», «Здравоохранение», «Образование», «Жильё», «Городская среда».
В 2020 году секретарь Совета безопасности России Николай Патрушев заявил о многочисленных коррупционных нарушениях при выполнении национальных и федеральных проектов. Патрушев констатировал, что «при проведении государственных закупок недобросовестными должностными лицами широко используются мошеннические схемы с целью передачи подрядов аффилированным с ними организациям». Секретарь Совбеза отметил, что больше всего воруют в нацпроектах «Жилье и городская среда», «Безопасные и качественные автомобильные дороги», «Демография», «Образование», «Культура», «Здравоохранение».

## В филателии

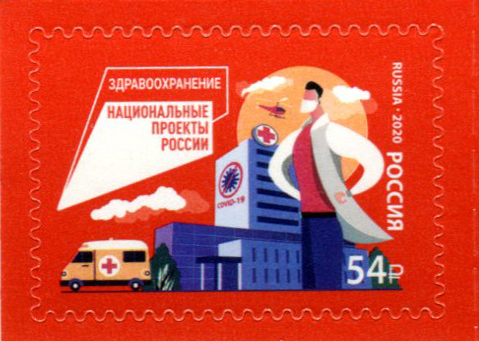
Почтовая марка России 2020 год. Национальные проекты России. Здравоохранение.
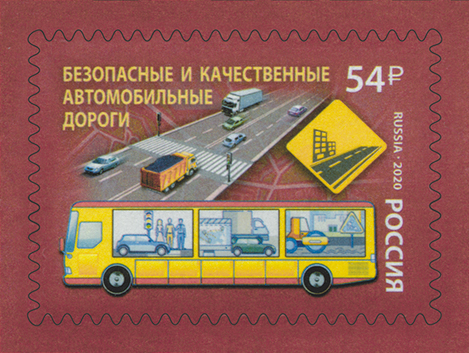
Почтовая марка 2020 год. Национальные проекты России. Безопасные и качественные автомобильные дороги
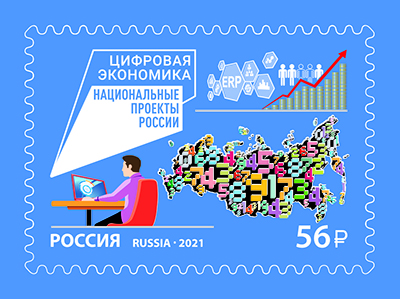
Почтовая марка 2021 год. Национальные проекты России. Цифровая экономика
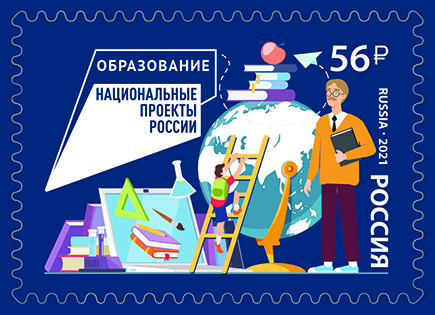
Почтовая марка 2021 год. Национальные проекты России. Образование
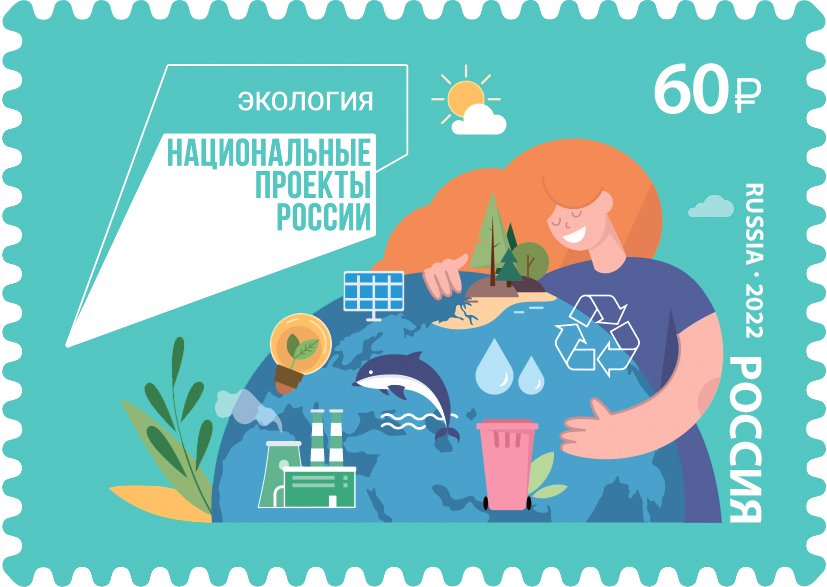
Почтовая марка 2022 год. Серия «Национальные проекты России». Экология
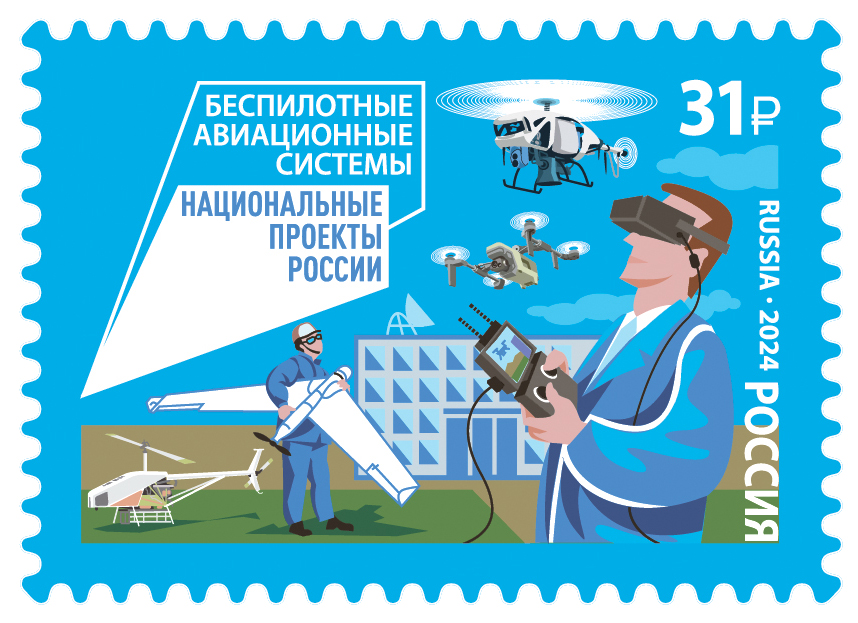
Почтовая марка России 2024 год. Национальные проекты России. Беспилотные авиационные системы